# ファンフィールド
株式会社ファンフィールド（Fun Field Co.,Ltd）は、かつて存在したダイエーグループのアミューズメント施設運営企業。
ゲームオペレーター業界では、2011年度の部門売上高がセガ エンタテインメント、ナムコ、タイトー、イオンファンタジー、アドアーズ、ワイドレジャーに次いで業界第7位であった。

## 主な業態
- ショッピングセンター内の児童向け遊戯施設「らんらんらんど」
- ヤングアダルト向け遊戯施設「パロ」

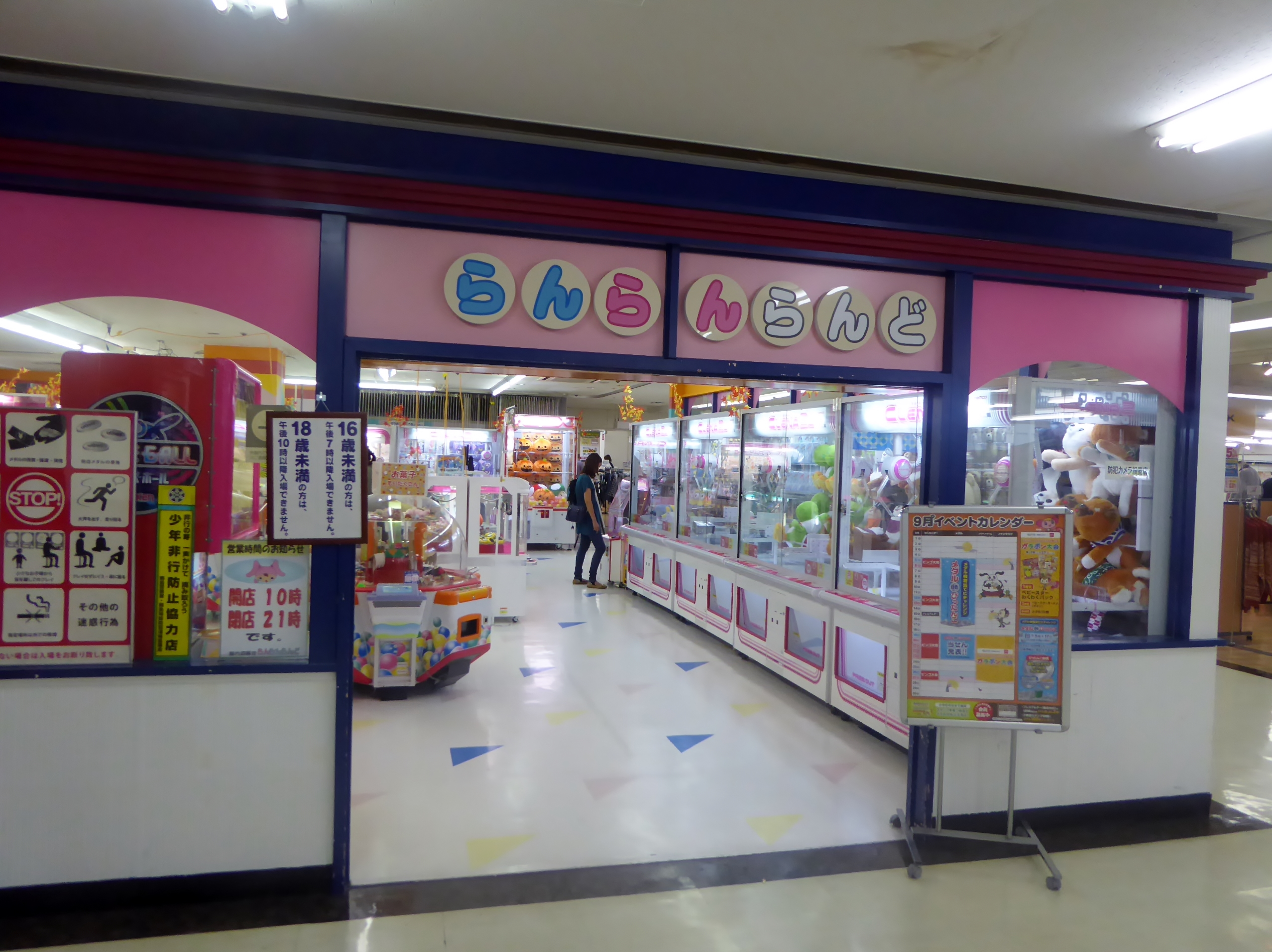
らんらんらんど
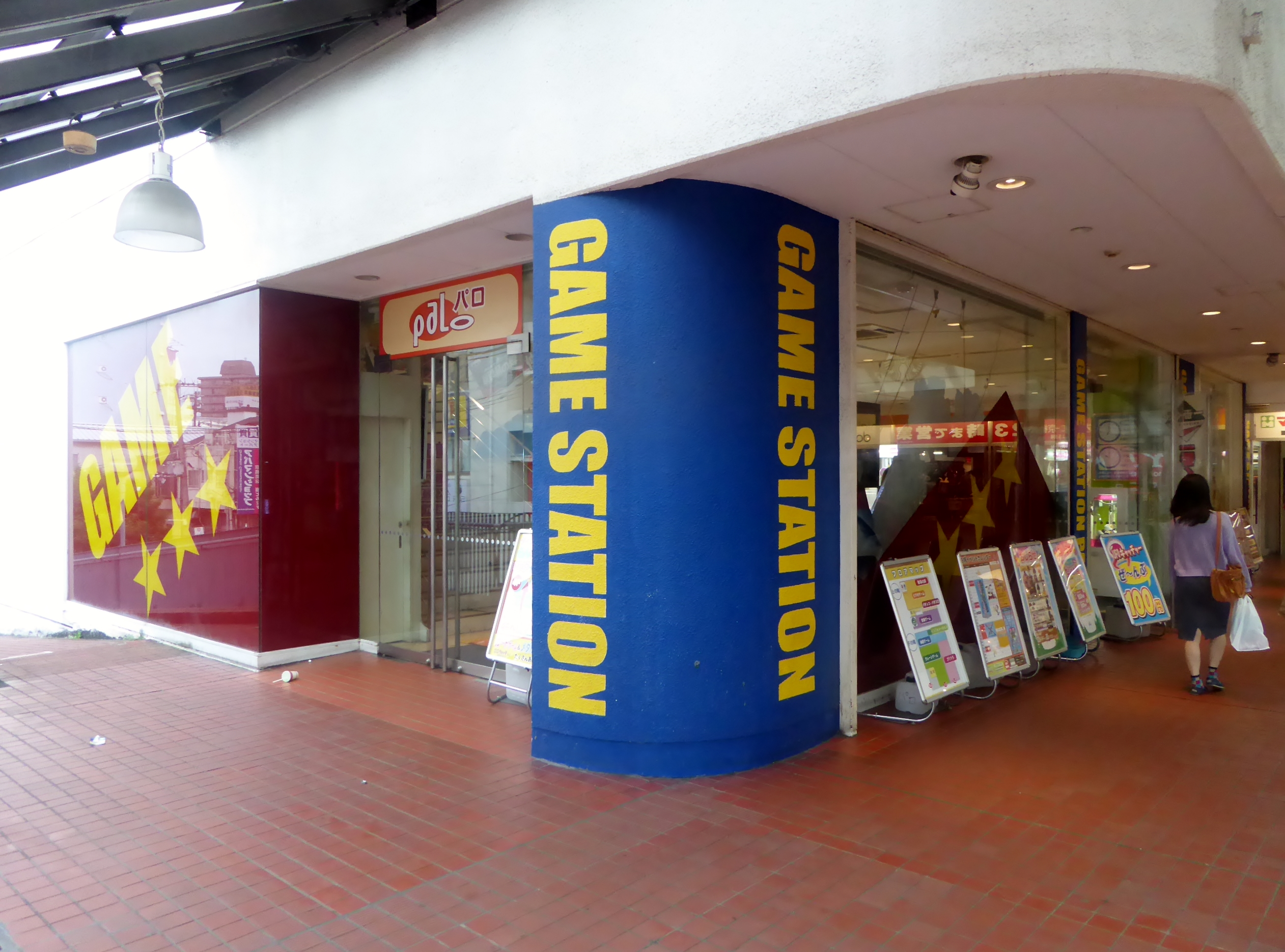
パロ

## 沿革
- 1971年（昭和46年）1月26日 - 株式会社ダイエーレジャーランドとして設立。大阪府堺市中百舌鳥町に1号店オープン。
- 1980年（昭和55年） - 1982年（昭和57年） - 書籍・レコード販売、ハウジング・園芸等の各部門を営業譲渡し、アミューズメント施設運営事業とスポーツクラブ運営事業に特化。
- 1990年（平成2年） - 株式会社神戸ツエンティワン・シーからスポーツクラブ部門を営業譲受。
- 1994年（平成6年） - 株式会社レガシー（忠実屋系、スポーツクラブ運営）、株式会社ドリームスポーツ（日本ドリーム観光系、ボウリング場などを運営）と合併。
- 1996年（平成8年） - 本社を大阪府吹田市豊津町から東京都中央区銀座へ移転。
- 1997年（平成9年） - 株式会社オリンピックスポーツからスポーツクラブ部門を営業譲受。
- 1998年（平成10年） - スポーツクラブ運営事業を株式会社ダイエーオリンピックスポーツクラブ（現・株式会社コナミスポーツクラブ）へ営業譲渡。
- 2001年（平成13年） - 株式会社ヴィクトリアステーションと合併、株式会社ファンフィールドへ社名変更。
- 2003年（平成15年） - 本社を東京都千代田区神田岩本町へ移転。
- 2009年（平成21年） - 本社を東京都中央区日本橋堀留町へ移転。
- 2015年（平成27年）6月1日 - イオングループの株式会社イオンファンタジーと合併し、解散[2]。「らんらんらんど」と「パロ」はイオンファンタジーのブランドの一つとして存続。